# افتقاد الأمومة

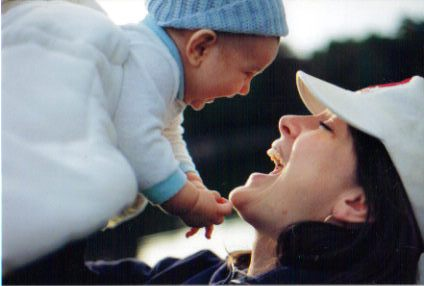

مصطلح افتقاد الأمومة هو مصطلح علمي يلخص العمل المبكر للطبيب النفسي والمحلل النفسي جون بولبي حول آثار فصل الأطفال الرضع والأطفال الصغار عن أمهم (أو الأم البديلة)، على الرغم من بحث فرويد ومنظرين آخرين سابقًا في تأثير فقدان الأم. أدت دراسة بولبي للأطفال الجانحين والفاقدين للعاطفة وآثار الرعاية الصحية المؤسسية وفي المستشفيات، إلى تكليفه بكتابة تقرير منظمة الصحة العالمية عن الصحة العقلية للأطفال المشردين في الفترة ما بعد الحرب في أوروبا، أثناء توليه رئاسة قسم الأطفال والآباء والأمهات في عيادة تافيستوك في لندن بعد الحرب العالمية الثانية، وكانت النتيجة نشر دراسة الرعاية الأمومية والصحة العقلية في عام 1951، والتي حدّدت فرضية افتقاد الأمومة.
جمع بولبي الأدلة التجريبية التي كانت موجودة في ذلك الوقت من جميع أنحاء أوروبا والولايات المتحدة الأمريكية، بما في ذلك سبيتز (1946) وجولدفارب (مواليد 1943، توفي 1945). كانت استنتاجاته الرئيسية التي تتمثل في وجوب اختبار الرضيع والطفل علاقة دافئة وحميمة ومستمرة مع والدته (أو الأم البديلة الدائمة)، التي يجد الطفل فيها كل من الرضا والاستمتاع، وأن عدم القيام بذلك قد يكون له عواقب عقلية بالغة وغير عكوسة، كانت مثيرة للجدل ومؤثرة على حد سواء.
نُشرت الدراسة بـ 14 لغة مختلفة وبيعت أكثر من 400000 نسخة باللغة الإنجليزية وحدها. تخطى عمل بولبي اقتراحات أوتو رانك وإيان سوتي بأن الرعاية الأمومية ضرورية للتطور، وركزت على العواقب المحتملة على الأطفال المحرومين من هذه الرعاية.
كان لمنشور منظمة الصحة العالمية لعام 1951 تأثير كبير في إحداث تغييرات واسعة النطاق في ممارسات وانتشار الرعاية المؤسسية للرضع والأطفال، بالإضافة إلى تغيير الممارسات المتعلقة بإقامة الأطفال الصغار في المستشفيات حتى يُسمح للآباء بزيارات أكثر تواتراً وأطول. على الرغم من كون الدراسة معنية أساسًا بنقل الأطفال من منازلهم، إلا أنها كانت تستخدم أيضًا لأغراض سياسية لتشجيع النساء عن العمل وترك أطفالهن في الرعاية النهارية من قبل الحكومات المعنية بزيادة فرص العمل للجنود المنتهين من خدمتهم والذين على وشك الانتهاء منها. كان المنشور مثيراً للجدل إلى حد بعيد بين الآخرين ومحللين نفسيين وعلماء نفس ومنظرين متعلمين، وأثار جدلاً كبيراً وأبحاثاً حول قضية العلاقات المبكرة التي يشكلها الطفل.
أدت البيانات التجريبية المحدودة والافتقار إلى النظرية الشاملة في توضيح الاستنتاجات في الدراسة رعاية الأمومية والصحة العقلية، أدّت إلى صياغة لاحقة لنظرية التعلق لبولبي. بعد نشر الرعاية الأمومية والصحة العقلية، سعى بولبي إلى مفهوم جديد انطلاقًا من مجالات مثل البيولوجيا التطورية وعلم السلوك الحيواني وعلم النفس التطوري ونظرية العلوم المعرفية وأنظمة التحكم، واستند عليها لصياغة الافتراض المبتكر بأن الآليات الكامنة وراء علاقات الرضيع ظهرت نتيجة الضغط التطوري. ادّعى بولبي أنه وضّح أوجه العوز في البيانات وعدم وجود نظرية لربط السبب الظاهري مع النتيجة في الرعاية الأمومية والصحة العقلية، ضمن عمله الأخير «التعلق والخسارة» الذي نشر في الفترة ما بين عامي 1969 و1980.
على الرغم من أن المبدأ المحوري لنظرية افتقاد الأمومة، أن تجارب الأطفال في العلاقات الشخصية ضرورية لتطورهم النفسي، وأن تكوين علاقة مستمرة مع الطفل يعد جزءًا مهمًا من تربية الأبناء بمثل توفير الخبرات والانضباط ورعاية الطفل، إلا أنه أصبح من المقبول عمومًا أن افتقاد الأمومة على اعتباره متلازمة منفصلة، ليس مفهومًا مستخدمًا حاليًا بكثرة سوى فيما يتعلق بالافتقاد الشديد كما هو الحال في «فشل النمو».
استبدل مفهوم افتقاد الأمومة إلى حد كبير بنظرية التعلق ونظريات أخرى تتعلق حتى بالتفاعل بين الوالدين والطفل في وقت مبكر، فيما يخص العلاقات المبكرة للطفل. ينظر إلى حرمان الأبوين كمفهوم، على أنه عامل ضعف وليس السبب المباشر وراء صعوبات لاحقة. فيما يتعلق بالرعاية المؤسسية، كان هناك قدر كبير من البحوث اللاحقة بشأن العناصر الفردية للافتقار والافتقاد والإنقاص من القيمة والحرمان التي قد تنشأ عن الرعاية المؤسسية.

## الرعاية الأمومية والصحة العقلية
أدّى عمل بولبي فيما يخص الأطفال الجانحين والفاقدين للعاطفة وآثار الرعاية المؤسسية وفي المستشفيات، إلى تكليفه بكتابة تقرير منظمة الصحة العالمية عن الصحة العقلية للأطفال المشردين في أوروبا ما بعد الحرب، بينما كان رئيسًا لقسم الأطفال والآباء والأمهات في عيادة تافيستوك في لندن بعد الحرب العالمية الثانية. تجول بولبي في القارة وفي أمريكا، متواصلًا مع الأخصائيين الاجتماعيين وأطباء الأطفال والأطباء الأطفال النفسيين، بما في ذلك أولئك الذين نشروا مسبقًا دراسات حول القضية. لم يكن هؤلاء المؤلفون على دراية بشكل أساسي لعمل بعضهم البعض، وكان بولبي قادرًا على جمع النتائج وإبراز أوجه التشابه الموصوفة، على الرغم من تنوع الأساليب التي استخدموها، تراوحًا ما بين الملاحظة المباشرة إلى التحليل الارتجاعي إلى مجموعات المقارنة.
أجرت دوروثي بورلينغهام وآنا فرويد بدراسة في إنكلترا على الأطفال الذين انفصلوا عن عائلاتهم بسبب تشتت الحرب، إضافة إلى عمل بولبي الخاص، وكانت النتيجة هي دراسة الرعاية الأمومية والصحة العقلية التي نُشرت عام 1951، والتي تحدد افتقاد الأمومة. تبع تقرير منظمة الصحة العالمية نشر نسخة مختصرة للاستهلاك العام سمّيت رعاية الطفل ونمو الحب. بيع هذا الكتاب أكثر من نصف مليون نسخة في جميع أنحاء العالم، لم يتناول بولبي الرعاية المؤسسية والرعاية بالمستشفيات فحسب، بل تناول أيضًا سياسات نقل الأطفال من الأمهات غير المتزوجات والمنازل غير المنظمة والمهملة ماديًا، ونقص الدعم للأسر التي تعاني من صعوبات. أشار بولبي في مجموعة من المجالات إلى عدم وجود أبحاث كافية واقترح الاتجاه الذي بالإمكان اتباعه.